# Trøllkonufingur
Koordinaten: 62° 3′ 0″ N, 7° 5′ 17,5″ W
Der Trøllkonufingur (färöisch wörtlich Trollweibsfinger, Hexenfinger) ist ein sagenumwobener Monolith an der Südküste von Vágar/Färöer. Er hat eine Höhe von 313 m.
Bisher haben nur 11 Personen den Gipfel erklommen.
1844 besuchte Kronprinz Friedrich (1848 wurde er König Friedrich VII. von Dänemark) die Inseln. Ein Mann aus seinem Gefolge bestieg den Trøllkonufingur und winkte dem Kronprinzen zu, als er an der Insel vorbeifuhr. Als er wieder unten war, merkte er, dass er einen Handschuh oben vergessen hat. Beim erneuten Aufstieg stürzte er zu Tode. Eine andere Version der Geschichte besagt, dass es sich um einen einheimischen Vogelfänger handelte, der seine Pfeife oben vergessen hatte.
Durch den royalen Besuch erhielt die Klippe auch den dänischen Namen Kongespiret.